# Christian Rudolph Wilhelm Wiedemann
Christian Rudolph Wilhelm Wiedemann, född 7 december 1770 i Braunschweig, död 31 december 1840 i Kiel, var en tysk läkare, historiker, naturhistoriker och entomolog, mest känd för sin forskning om tvåvingar, men studerade även steklar och skalbaggar.
Efter skolgång i Braunschweig skrev Wiedemann 1790 in sig vid den medicinska fakulteten vid Jena universitet. Han var en av Johann Friedrich Blumenbachs elever och gjorde resor till Sachsen och Böhmen. Wiedemann fick sin doktorsgrad 1792 med avhandlingen Dissertatio inauguralis sistens vitia gennus humanum debilitantia.
Hans huvudsakliga intresse var entomologi, men även mineralogi och conchyliologi. År 1827 bestod hans samlingar av 5 000 mineraler och 3 500 arter av tvåvingar.
Auktorsnamnet Wiedemann kan användas för Christian Rudolph Wilhelm Wiedemann i samband med ett vetenskapligt namn inom zoologin; se Wikipedia-artiklar som länkar till auktorsnamnet.